# Walter Lüftl
Walter Lüftl (ur. 6 listopada 1933) – austriacki inżynier budowlany, były prezes Federalnej Izby Inżynierskiej, odznaczony 11 grudnia 2009 Złotym Dyplomem Inżynierskim Politechniki Wiedeńskiej, kłamca oświęcimski.
Walter Lüftl uzyskał w roku 1959 dyplom inżyniera budowlanego na Politechnice Wiedeńskiej. Został rzeczoznawcą sądowym i prezesem Federalnej Izby Inżynierskiej. Jest członkiem zarządu Austriackiego Towarzystwa ds. Prawa Budowlanego.
Lüftl wielokrotnie zaprzeczał istnieniu komór gazowych w hitlerowskich obozach zagłady.
Opublikował 1991 ekspertyzę twierdzącą, że nie były możliwe masowe morderstwa przy użyciu gazu w obozie koncentracyjnym w Oświęcimiu. 
Z tego powodu musiał ustąpić 1992 ze stanowiska prezesa Federalnej Izby Inżynierskiej.
Postępowanie sądowe przeciw niemu zostało zawieszone pod pozorem, że chodzi tu tylko o "osobiste, subiektywne wątpliwości, bez zamiarów propagandowych". Przeciwko decyzji o zawieszeniu postępowania protestował bezskutecznie Szymon Wiesenthal u ministra sprawiedliwości Austrii Michaleka.
Lüftl publikował nadal w skrajnie prawicowej prasie austriackiej wiele artykułów zaprzeczających masowym morderstwom w hitlerowskich obozach koncentracyjnych.
W grudniu 2009 ogłoszono, że Lüftl otrzymał złoty dyplom z okazji 50-lecia uzyskania dyplomu inżynierskiego. W odpowiedzi na protesty rektor Politechniki Wiedeńskiej Peter Skalicky oświadczył, że dziekanat wydziału nie zgłosił zastrzeżeń do nadania Lüftlowi tej godności.